# Карманово (Курская область)
Карма́ново — село в Железногорском районе Курской области. Административный центр Кармановского сельсовета.

## География
Расположено в 19 км к югу от Железногорска на ручье Суслове, притоке Свапы.

## Этимология
Происхождение названия села тесно связано с датировкой его основания. Предположительно название «Карманово» произошло от прозвища или фамилии первопоселенца, однако слово «карман» было заимствовано из тюркского языка только в начале XVIII века. До конца XV века территория, где сейчас располагается Карманово входила в состав Великого княжества Литовского, которое с 1385 было объединено личной унией с Королевством Польским. Если учесть, что слово «корман» появилось в польском языке раньше, чем в русском, то можно предположить, что село Карманово возникло в XV веке.

## История
Первые достоверные сведения о селе относятся к концу XVII века. Тогда им владели помещики Анненковы. Их имение находилось, где сейчас расположено Кармановское лесничество. В XVII—XVIII веках село входило в состав Усожского стана Курского уезда. В 1759 году в Карманове начала действовать Троицкая церковь. Сюда, помимо местных жителей, приходили молиться из соседней деревни Воропаево. Церкви принадлежало 45 десятин земли, до революции здесь вели службу священник Псарев и псаломщик Попов, по совместительству работавшие учителями в местной церковно-приходской школе. Во время Великой Отечественной войны церковь была разрушена для мощения дороги.
В 1779 году Карманово вошло в состав Дмитриевского уезда.
В середине XIX века Карманово было третьим по величине населённым пунктом на территории современного Железногорского района после Михайловки и Старого Бузца. В это время село состояло из 98 дворов, здесь проживало 1100 жителей. С 1861 года село было административным центром Кармановской волости Дмитриевского уезда. К началу XX века род Анненковых обеднел и землю, вместе с лесом, вокруг Карманова, а затем и саму усадьбу приобрёл купец 2-й гильдии Г. М. Минаев. В его кармановском имении, площадью более 2100 десятин, было развито полеводство, скотоводство, пчеловодство и лесоразведение.
В 1924 году Дмитриевский уезд был упразднён, Карманово вошло в состав Льговского уезда Курской губернии. С 1928 в составе Михайловского (ныне Железногорского) района.
По состоянию на 1955 год в селе находился центр колхоза имени А. А. Андреева.

## Население
| 1862 | 1877  | 1883  | 1897  | 1905  | 1979 | 2002 |
| ---- | ----- | ----- | ----- | ----- | ---- | ---- |
| 1070 | ↗1379 | ↗1392 | ↘1221 | ↗1371 | ↘885 | ↘538 |
| 2010 |       |       |       |       |      |      |
| ↘537 |       |       |       |       |      |      |

## Исторические районы
Село Карманово длинное по протяжённости и разбросано в разные стороны, поэтому разбито на несколько местных «микрорайонов»:
- Галдай
- Гудиловка
- Заречье
- Каюковка
- Косиново
- Околица
- Подзагонники
- Поповка
- Самофротовка
- Толмачёвка
- Хлебный
- Шумилы

## Улицы
В Карманово 3 улицы:
- Садовая
- Молодёжная
- Полевая

## Памятники истории
Братская могила воинов Советской Армии, погибших в феврале 1943 года в боях с фашистскими захватчиками. Захоронено 196 человек, установлены фамилии у 43 человек. Скульптура сооружена в 1952 году.
Братская могила, в которой захоронены полковник Филиппов Ф. Я., старший лейтенант Заворотин А., старший лейтенант Фёдоров И., погибшие в 1943 году в бою с фашистскими захватчиками. Расположена на гражданском кладбище села. Обелиск установлен в 1966 году.

## Фамилии
С XVIII века в переписях Карманова упоминаются следующие фамилии: Алферовы, Астаховы, Банниковы, Дмитровы, Масловы, Печенкины, Полухины, Рыжовы, Соколовы, Соловьевы, Толстоносовы.